# Antonio de Zúñiga
Antonio de Zúñiga y Guzmán (Plasencia, c. 1480-1533), noble español de la Casa de Zúñiga, Gran prior de Castilla de la Orden de San Juan de Jerusalén, hoy Orden de Malta, General del Ejército Imperial en la lucha contra la rebelión de los Comuneros, conocida como la Guerra de las Comunidades de Castilla en tiempos del Emperador del Sacro Imperio Carlos V y Virrey de Cataluña del 1523 al 1525

## Filiación
Fueron sus padres Pedro de Zúñiga y Manrique de Lara, III Conde de Plasencia, I Conde de Ayamonte, y su esposa Teresa de Guzmán, hija de Juan Alonso de Guzmán, III Conde de Niebla, I Duque de Medina Sidonia y de su esposa Elvira de Guzmán.

## Continuo
Antonio fue nombrado Continuo de la Casa Real el 21.09.1506 por el Rey Fernando II de Aragón y V de Castilla, "el Católico". El oficio de Continuo, llamado así por su disponibilidad continua, lo ejercían hijos de nobles criados en la Casa del Rey, empleados en tiempo de los Reyes Católicos en menesteres político-administrativo, según la voluntad regia, percibiendo una renta fija.

## Gran prior de Castilla la Orden de San Juan de Jerusalén
Antonio fue elegido en 1512 Prior de la Orden de San Juan de Jerusalén en Castilla. Sostuvo en 1517 un pleito por el Priorato de la Orden de San Juan con Diego Álvarez de Toledo, hijo del II Duque de Alba de Tormes, Fadrique Álvarez de Toledo y Enríquez y de su esposa Isabel de Zúñiga y Pimentel (su tía).

## Diplomático
Antonio tomó parte en la entrevista dirigida por el Canciller Mercurino Gattinara con la comisión francesa del Rey Francisco I de Francia dirigida por su Privado y Gran Maestre Boissy en Montpellier en 1519 en relación con las pretensiones francesas de Nápoles y Navarra. La asamblea se disolvió sin tomar acuerdo alguno a la muerte del Gran Maestre francés Boissy.

## General del Ejército Imperial
En febrero de 1521 comandó la hueste (1000 hombres de guerra, 200 caballos y 6 piezas de artillería) que a su costa su hermana Leonor de Zúñiga y Guzmán, Duquesa viuda de Medina Sidonia, había levantado para combatir la rebelión de los Comuneros de Toledo, conocida como la Guerra de las Comunidades de Castilla, quienes protestaban contra la política del Rey de España y Emperador del Sacro Imperio Romano Carlos V y ponían en aprieto a los nobles y Grandes del Reino.
Antonio fue nombrado General del Ejército Imperial por los Gobernadores de España (Cardenal Adriano, Condestable de Castilla Iñigo de Velasco, Almirante de Castilla, Fadrique Enríquez) en la lucha contra la rebelión de los comuneros de Toledo. Después de una excelente campaña contra los comuneros de Toledo en la primavera de 1521, venció a su Capitán, Antonio de Acuña, Obispo de Zamora, en el Encuentro de Romeral en mayo de 1521. El Obispo de Zamora huyó a Ocaña y de allí a Toledo, donde reanimó la rebelión. Antonio de Zúñiga y Guzmán dirigió el asalto y toma de Toledo, dónde entró en febrero de 1522. Dando así fin a la Rebelión de los Comuneros.

## Virrey de Cataluña

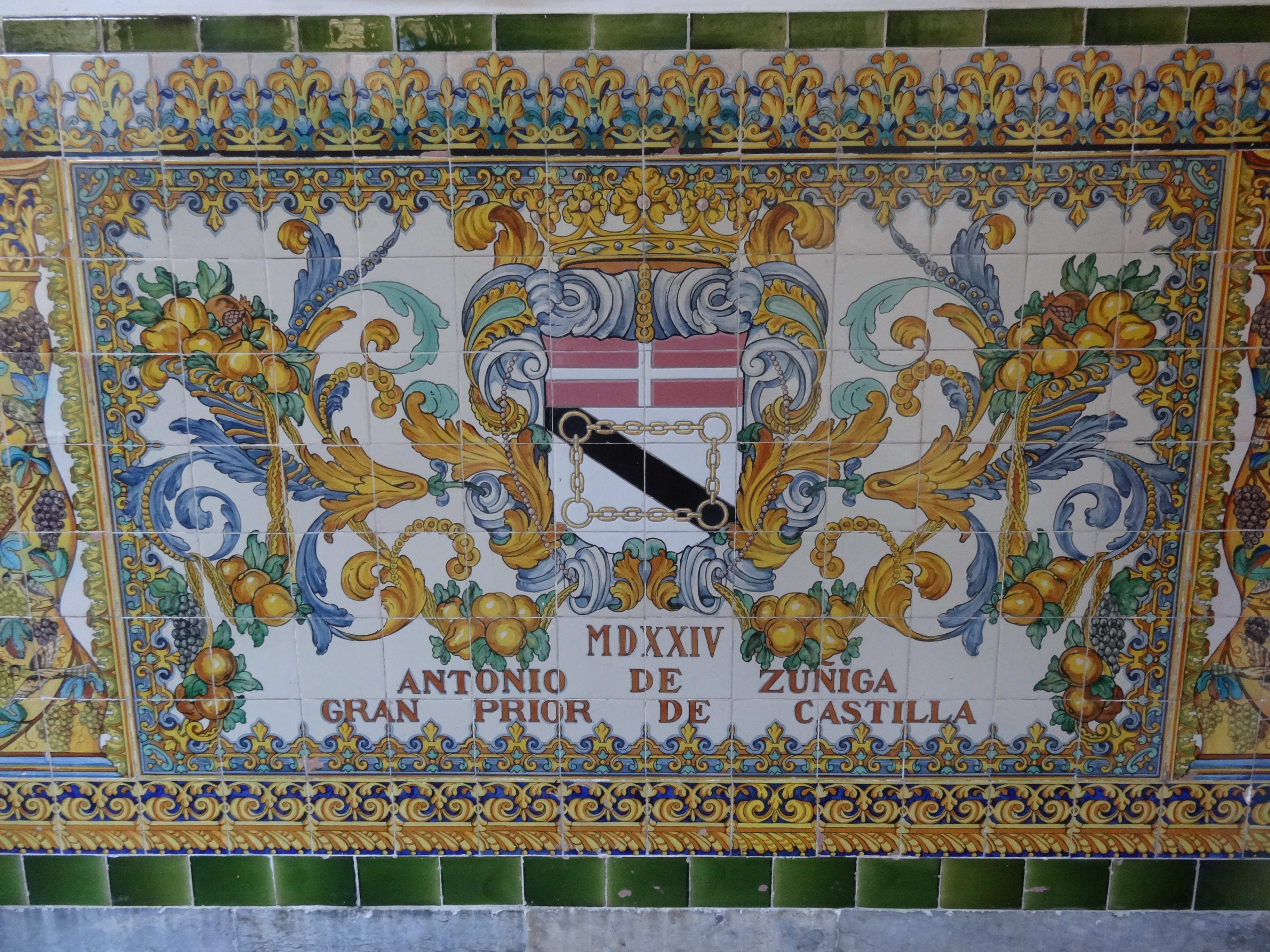
Antonio de Zúñiga en la decoración cerámica del claustro de la Capitanía General de Barcelona

El Emperador Carlos V a su regreso a España en 1522, estimando su valor y servicios prestados, lo nombró Capitán General y Virrey de Cataluña, cargo que Antonio ejerció del 1523 al 1525. Antonio de Zúñiga y Guzmán falleció en 1533.